# Organdie

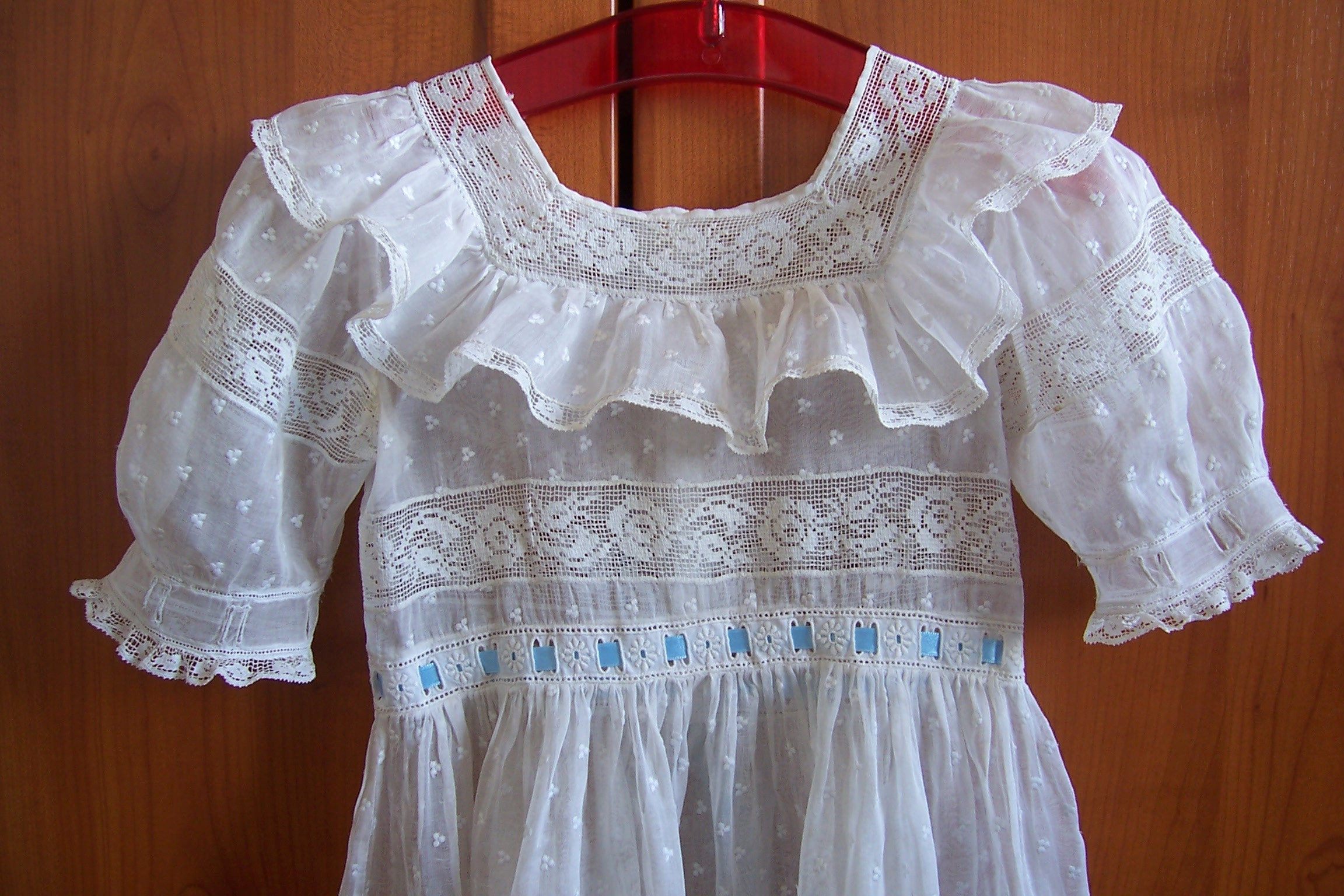
Meisjesjurkje van organdie

Organdie is een lichte katoenen stof, die oorspronkelijk uit de Oezbeekse stad Urganch afkomstig is. De stof was met name in de 18e eeuw in de mode.